# Fehérszemű mézevő
A fehérszemű mézevő (Phylidonyris novaehollandiae) a madarak osztályának a verébalakúak (Passeriformes) rendjébe, ezen belül a mézevőfélék (Meliphagidae) családjába tartozó faj.

## Előfordulása
Ausztrália délkeleti és délnyugati részén, valamint Tasmánia szigetén honos faj.  Száraz erdők, eukaliptuszerdők, bozótos vidékek lakója, de mezőgazdasági területeken, parkokban és kertekben is előfordul.

## Alfajai
- Phylidonyris novaehollandiae campbelli (Mathews, 1923)
- Phylidonyris novaehollandiae canescens (Latham, 1790)
- Phylidonyris novaehollandiae caudatus Salomonsen, 1966
- Phylidonyris novaehollandiae longirostris (Gould, 1846)
- Phylidonyris novaehollandiae novaehollandiae (Latham, 1790)

## Megjelenése
Átlagos testhossza 18 centiméter. Fekete-fehér színezetű madár. Szárnyain és farkán egy-egy nagy sárga folt van. Jellegzetes bélyege, melyről nevét is kapta fehér szeme. Csőre tövében apró, fehér szőrszerű tollakat visel. Mindkét ivar színezete hasonló, a fiatal madarak barnásak, íriszük szürke.
|  |

## Életmódja
Kis kolóniákban él a facsoportokkal tarkított nyílt térségekben. Sokszor több kolónia egyesülésével nagyobb csapatokat alkot, de szívesen társul egyéb mézevőfajokkal is. Bár nem igazán fél az emberektől, mégis nehéz megfigyelni, mert nagyon aktív faj, kevés időt tölt egy helyben. Veszély esetén hangos vészkiáltásokat hallat.
Mint minden mézevő faj ideje java részét a fák lombkoronájában tölti. Kedvelt nektáradó növényei az őshonos Banksia, Hakea, Xanthorrhoea és Acacia nemzetségbe sorolt növényfajok. 
A virágokból kiszívja a nektárt, közben repülő rovarokat is fog, ezen kívül pókokat és egyéb ízeltlábúakat is fogyaszt, melyeket a fák törzsén és ágain fog el. Gyümölcsöt is fogyaszt. Táplálékkeresés közben messzire elkóborol a pihenőhelyétől.

## Szaporodása
A költési időszak egész évben előfordulhat, de legtöbbször júliustól januárig tart. Ez idő alatt akár három fészekaljat is felnevelhet. Fészke száraz fűből, apró ágakból és fakéregből készül, az egészet pókháló tartja össze. A karcsú csésze alakú fészek belsejét gyapjúval vagy tollakkal béleli. Fészkét fák ágaira, többnyire igen magasra építi.
A tojó általában 2-3 fehér, vörsesen mintázott tojást rak, amelyeket 18 nap alatt költ ki. A fiókákat a szülők mintegy két hétig etetik.

## Külső hivatkozások
- Képek az interneten a fajról
- Internet Bird Collection - videók a fajról
- Xeno-canto.org - a faj hangja[halott link]